# Jerónimo Misa Almazán
Jerónimo Misa Almazán (Sevilla, 1914 - Madrid, 1940) fue un activista anarquista español. Fue fusilado en Madrid en 1940.

## Biografía
Implicado en el atentado mortal contra el joven falangista Antonio Corpas Gutiérrez, de 22 años, perpetrado en Sevilla el 7 de agosto de 1935. Al parecer, tras dejar a su novia, Corpas fue tiroteado por un grupo de individuos que le esperaban. Fue alcanzado por seis disparos y falleció a las pocas horas. Misa Almazán fue condenado a pena de muerte por la Audiencia territorial de Sevilla. 
Por esas fechas, el 9 de agosto de ese mismo año, falleció en Málaga Antonio Rubio Aguilar, al parecer confidente de la Guardia Civil y antiguo militante de Juventudes Libertarias, víctima de un atentado.
El pleno del Ayuntamiento de Sevilla solicitó por unanimidad el 7 de diciembre de 1935 clemencia para Misa Almazán. El 19 de diciembre de 1935, el diputado socialista Hermenegildo Casas pedía la clemencia del gobierno para este reo. También el Ayuntamiento de San Fernando  (Cádiz) en un pleno celebrado el 20 de diciembre solicitó clemencia.
El 16 de febrero de 1936, aparecía en la Gaceta de Madrid, número 47, el Decreto conmutando por la de treinta años de reclusión mayor la pena de muerte impuesta a Jerónimo Misa Almazán, firmado por el ministro de Trabajo, Justicia y Sanidad Manuel Becerra Fernández.